# Emeric Fehér
Emeric Fehér (8. září 1904-1966) byl maďarský fotograf.
Fehér jako řada dalších maďarských umělců opustil Rakousko-Uherskou monarchii, jako například další fotografové François Kollar, Robert Capa, André Kertész nebo Brassaï.